# Distretto di Boukadir
Il distretto di Boukadir è un distretto della provincia di Chlef, in Algeria, con capoluogo Boukadir.

## Comuni
Il distretto di Boukadir comprende tre comuni:
- Boukadir
- Oued Sly
- Sobha